# Primula stirtoniana
Primula stirtoniana är en viveväxtart som beskrevs av David Allan Poe Watt. Primula stirtoniana ingår i släktet vivor, och familjen viveväxter. Inga underarter finns listade i Catalogue of Life.